# Cheick Comara
Cheick Comara (Bingerville, 14 ottobre 1993) è un calciatore ivoriano, difensore dell'Al-Jandal.

## Caratteristiche tecniche
È un difensore centrale.

## Carriera

### Nazionale
Il 30 ottobre 2015 ha esordito con la nazionale ivoriana disputando il match del Campionato delle Nazioni Africane vinto 1-0 contro il Ghana.

## Palmarès

### Competizioni internazionali
- Supercoppa d'Africa: 1

Wydad Casablanca: 2018
- CAF Champions League: 1

Wydad Casablanca: 2021-2022

### Competizioni nazionali
- Campionato marocchino: 2

Wydad Casablanca: 2018-2019, 2020-2021